# 徐志摩纪念公园
徐志摩纪念公园是中国山东省济南市长清区的一处公园，位于长清大学城内，山东女子学院与山东工艺美术学院的东侧，其原址为诗人徐志摩飞机遇难之地。公园山顶可眺望长清大学城。